# 馬古拉山
48°52′57.6″N 23°36′33.7″E / 48.882667°N 23.609361°E

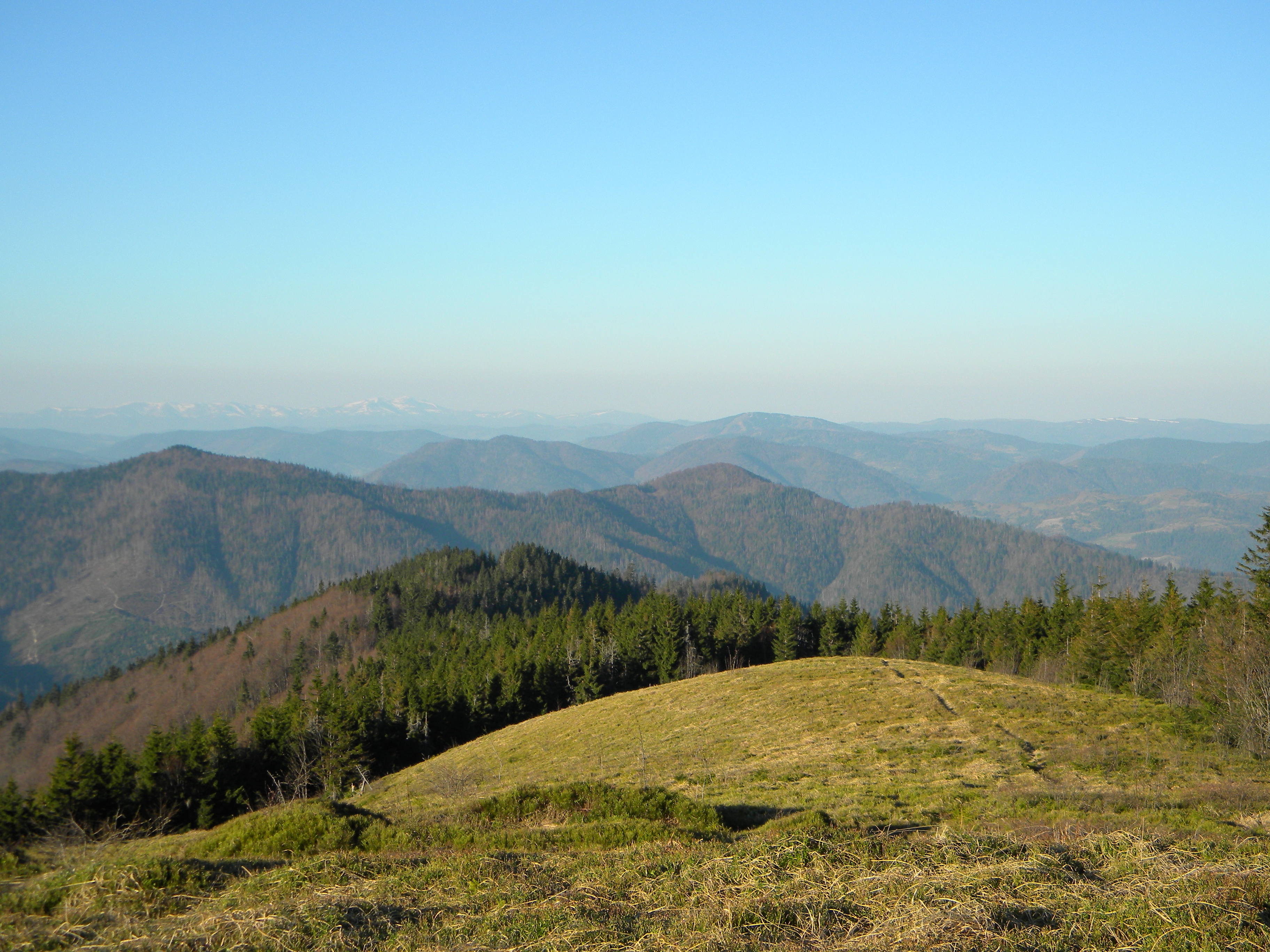

馬古拉山是烏克蘭的山峰，位於該國西部，處於伊萬諾-弗蘭科夫斯克州和利沃夫州接壤的邊界，屬於烏克蘭喀爾巴阡山脈中斯科列貝斯基德山脈的一部分，海拔高度1,363米。